# Asamblea Departamental del Valle del Cauca
La Asamblea Departamental del Valle del Cauca es una corporación gubernamental del departamento del Valle del Cauca en Colombia. Está compuesta por 21 diputados, quienes representan el poder político-administrativo autónomo a nivel local. Su sede está ubicada en la ciudad de Cali.
Se constituye por miembros elegidos en su totalidad por voto universal cada cuatro años desde el año 2003, en el mes de octubre, y ejercen sus funciones desde el 1 de enero del año siguiente.

## Diputados

### Periodo 2024-2027
| Nombre                                 | Ciudad de origen | Partido                        |
| -------------------------------------- | ---------------- | ------------------------------ |
| Carlos Felipe López López              | Cali             | Partido de la U                |
| Diego Fernando Mosquera Molina         | Pradera          | Partido de la U                |
| Lina María Segura Moyano               | Tuluá            | Partido de la U                |
| Hugo Perlaza Calle                     | Palmira          | Partido de la U                |
| Juan Carlos Rengifo Arboleda           | Riofrío          | Partido de la U                |
| Héctor Fabio Osorio Prada              | Cali             | Pacto Histórico                |
| Yesid Sandoval                         | Yumbo            | Pacto Histórico                |
| Jonhy Fernando Acosta Villota          | Cali             | Pacto Histórico                |
| Ferney Humberto Lozano Camelo          | Yumbo            | Pacto Histórico                |
| Luzdey Martínez Martínez               | Palmira          | Partido Liberal                |
| Jorge Luis Reyes Tascón                | Ginebra          | Partido Liberal                |
| Jonathan Velásquez Alzate              | Cali             | Partido Liberal                |
| Alberto Varela Cabrera                 | Zarzal           | Cambio Radical                 |
| Mariluz Zuluaga Santa                  | Cali             | Cambio Radical                 |
| Oscar Andrés Neira Quintero            | Cali             | Alianza Verde                  |
| Esteban Oliveros Montoya               | Cali             | Alianza Verde                  |
| Rafael Rodríguez Rengifo               | Dagua            | Centro Democrático             |
| Julio Cesar García Varela              | Roldanillo       | Centro Democrático             |
| Mario Germán Fernández de Soto Sánchez | Buga             | Partido Conservador Colombiano |
| Daniel Fernando Hoyos Beltrán          | Cali             | Colombia Renaciente            |
| Heyder Orlando Gómez Díaz              | Pradera          | Partido MIRA                   |

### Periodo 2020-2023
| Nombre                                 | Ciudad de origen | Partido |
| -------------------------------------- | ---------------- | --- |
| Javier Enrique Galeano Alonso          | La Unión         | Partido de la U |
| Ramiro José Chaux Restrepo             | Cartago          | Partido de la U |
| Hugo Perlaza Calle                     | Palmira          | Partido de la U |
| Juan Carlos Rengifo Arboleda           | Riofrío          | Partido de la U |
| Manuel Laureano Torres Moreno          | Cali             | Partido de la U |
| Rodrigo Guzmán Dávila                  | Tuluá            | Partido de la U |
| Luzdey Martínez Martínez               | Palmira          | Partido Liberal |
| Lisette Burgos González                | Candelaria       | Partido Liberal |
| Carlos Eduardo Hurtado Vela            | Buenaventura     | Partido Liberal |
| Myriam Cristina Juri Montes            | Cali             | Partido Liberal |
| José Snehider Rivas Ayala              | Cali             | Partido Conservador |
| Mario Germán Fernández de Soto Sánchez | Buga             | Partido Conservador |
| John Jairo Caicedo Villegas            | Tuluá            | Partido Conservador |
| Paola Andrea Arenas Mosquera           | Cali             | Alianza Verde |
| Catherine Morales Buitrago             | Tuluá            | Alianza Verde |
| Alberto Varela Cabrera                 | Zarzal           | Cambio Radical |
| Rafael Rodríguez Rengifo               | Dagua            | Centro Democrático |
| Daniel Fernando Hoyos Beltrán          | Cali             | Colombia Renaciente |
| Farid Larrahondo Mejía                 | Cali             | Colombia Justa Libres |
| Luz Stella Sevillano Barreiro          | Tuluá            | MIRA |
| Griselda Janeth Restrepo Gallego       | Palmira          | Coalición Por un Valle Incluyente (Curul otorgada de acuerdo a Estatuto de Oposición por lograr el Segundo Lugar en las Elecciones a la Gobernación) |

### Periodo 2012-2015

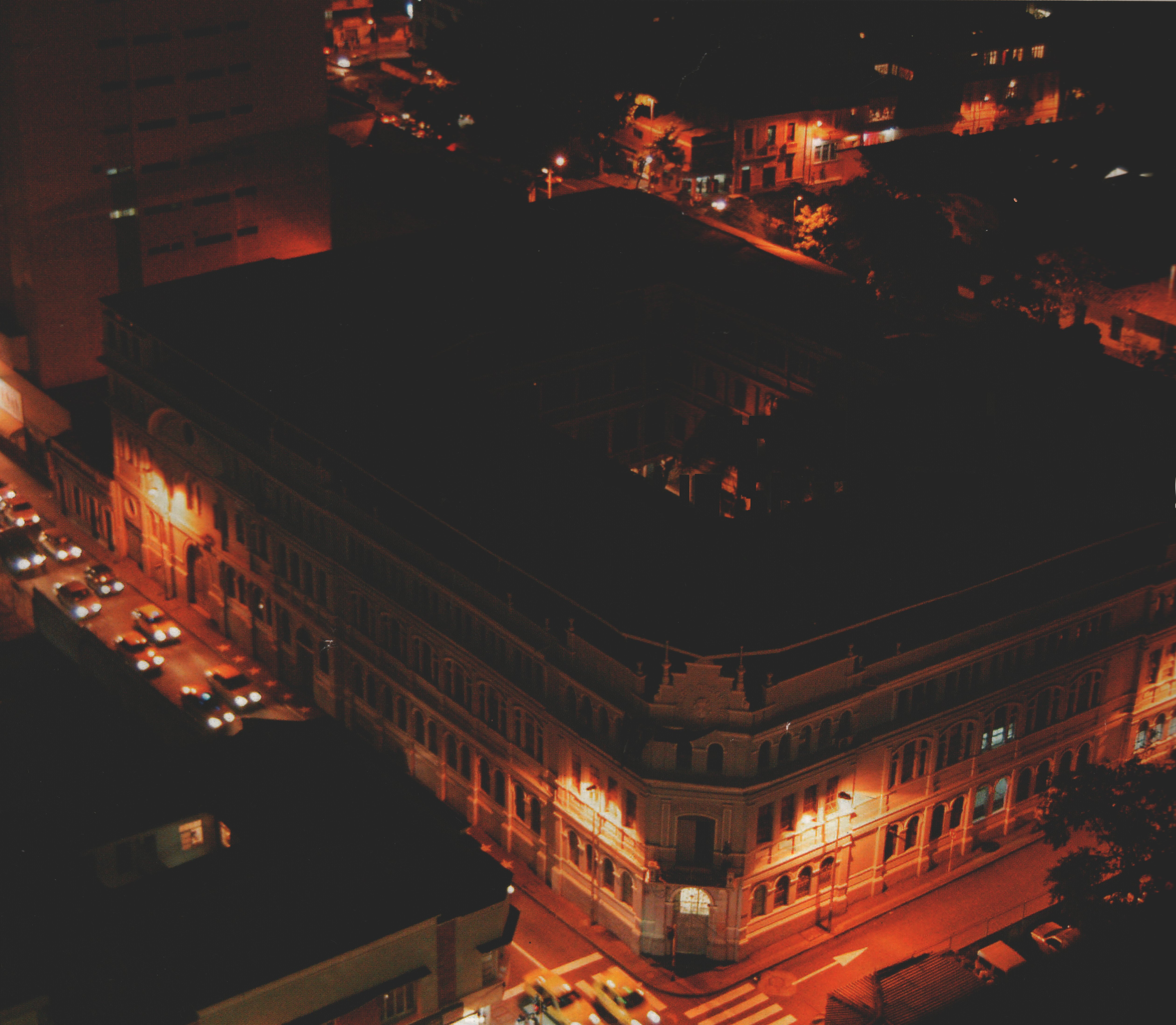
Sede de la Asamblea Departamental.

NOTA: El número entre paréntesis indica la cantidad de curules que el partido ganó o perdió con respecto a la elección anterior.
| Nombre                                 | Partido                           |
| -------------------------------------- | --------------------------------- |
| Luis Alfonso Chávez Rivera             | Partido de la U (+2)              |
| Luis Orlando Mina                      | Partido de la U (+2)              |
| Francined Cano Brito                   | Partido de la U (+2)              |
| Andrés Mauricio Chicango Castillo      | Partido de la U (+2)              |
| Luis Arley Ossa González               | Partido de la U (+2)              |
| Miyer Javier Huependo Ruiz             | Partido Conservador (-1)          |
| Mario Germán Fernández de Soto Sánchez | Partido Conservador (-1)          |
| Carlos Alberto Orozco Franco           | Partido Conservador (-1)          |
| Amanda Ramírez Giraldo                 | Partido Conservador (-1)          |
| Myriam Cristina Juri Montes            | Partido Liberal (0)               |
| Hugo Armando Bohorquez Chavarro        | Partido Liberal (0)               |
| Luis Enrique Ruiz Marín                | Partido Liberal (0)               |
| Adriana Gómez Millán                   | Partido Cambio Radical (0)        |
| Antonio Ospina Carballo                | Partido Cambio Radical (0)        |
| Liliana Mayor Rebellón                 | Partido Cambio Radical (0)        |
| Carlos Alberto Bejarano Castillo       | Movimiento MIO (+2)               |
| Argirio de Jesús Villegas Ramírez      | Movimiento MIO (+2)               |
| Rolando Caicedo Arroyo                 | Polo Democrático Alternativo (-1) |
| Ramiro Rivera Villa                    | Movimiento MIRA (0)               |
| William Mora Valderruten               | Alianza Social Independiente (+1) |
| Rubiel Antonio Muñoz Corrales          | Partido PIN (-3)                  |

### Periodo 2008-2011
| Nombre                                 | Partido                      |
| -------------------------------------- | ---------------------------- |
| Camilo Escobar Osorio                  | Partido Conservador          |
| Álvaro López Gil                       | Partido Conservador          |
| Mario Germán Fernández De Soto Sánchez | Partido Conservador          |
| Emilio Merino González                 | Partido Conservador          |
| Amanda Ramírez Giraldo                 | Partido Conservador          |
| Rubiel Antonio Muñoz Corrales          | Convergencia Ciudadana       |
| Jaime Aguilar Domínguez                | Convergencia Ciudadana       |
| Juan Eccehomo Calimán Pabón            | Convergencia Ciudadana       |
| Yiminson Figueroa Carabalí             | Convergencia Ciudadana       |
| Andrés Felipe Solarte                  | Partido de la U              |
| Edgar Libardo Mejía Gallego            | Partido de la U              |
| Mauricio Martínez Prado                | Partido de la U              |
| Antonio Ospina Carballo                | Partido Cambio Radical       |
| Gustavo Adolfo González Blandón        | Partido Cambio Radical       |
| José Fabio Rojas Giraldo               | Partido Cambio Radical       |
| Marino Del Río Uribe                   | Partido Liberal              |
| Norberto Tascón Ospina                 | Partido Liberal              |
| Myriam Cristina Juri Montes            | Partido Liberal              |
| Fernando Forero Cruz                   | Polo Democrático Alternativo |
| Ana Milena Ortiz Sánchez               | Polo Democrático Alternativo |
| Álvaro Elías Martínez                  | Movimiento MIRA              |

Notas
1. ↑  Siguiente en la lista tras la renuncia de Cristian Garcés
2. ↑  Renombrado como Partido PIN
3. ↑  Ocupa la curul de Blanca Oliva Cardona
4. ↑  Ocupa la curul de José Ritter López Peña, quien se inscribió como candidato a la Alcaldía de Palmira en las Elecciones regionales de Colombia de 2011
5. ↑  Ocupa la curul de Fernando Vargas Restrepo
6. ↑  Ocupa la curul de Juan Carlos Salazar
7. ↑  Ocupa la curul de Guillermina Bravo Montaño, quien aspiró a la Gobernación del Valle en las Elecciones regionales de Valle del Cauca de 2011

### Periodo 2004-2007
| Nombre                        | Partido                     |
| ----------------------------- | --------------------------- |
| José Ritter López Peña        | Partido Liberal             |
| Martha Nelly Chavez Jiménez   | Partido Liberal             |
| Lorenza Santos Barbosa        | Partido Liberal             |
| Antonio Ospina Carballo       | Partido Liberal             |
| Noralba García Moreno         | Partido Liberal             |
| Juan Carlos Salazar Uribe     | Partido Liberal             |
| Marino Del Rio Uribe          | Partido Liberal             |
| Álvaro López Gil              | Partido Conservador         |
| Diego Ramos                   | Partido Conservador         |
| Manuel Jose Reina             | Partido Conservador         |
| Emilio Merino                 | Partido Conservador         |
| Ruben Dario Agudelo           | Partido Conservador         |
| Camilo Escobar                | Partido Conservador         |
| Mohamed Duque García          | Movimiento Popular Unido    |
| Wilmar Shamir Suárez Congo    | Movimiento Popular Unido    |
| Durien Rayo Noreña            | Movimiento Popular Unido    |
| Rubiel Antonio Muñoz Corrales | Movimiento Popular Unido    |
| Amanda Ramírez                | Movimiento Nacional         |
| Ruby Jaramillo                | Movimiento Nacional         |
| Orlando Duque Quiroga         | Alas Equipo Colombia        |
| Francisco Delgado             | Movimiento Huella Ciudadana |